# Cavriana
Cavriana ist eine norditalienische Gemeinde (comune) mit 3734 Einwohnern (Stand 31. Dezember 2023) in der Provinz Mantua in der Lombardei.

## Geographie
Die Gemeinde liegt etwa 26 Kilometer nordnordwestlich von Mantua, grenzt unmittelbar an die Provinz Brescia und ist auch nur wenige Kilometer von der Provinz Verona (Gemeinde Valeggio sul Mincio) und dem Gardasee entfernt. Cavriana liegt in einem hügeligen Gebiet und umfasst ein Höhenprofil von 43 bis 202 Meter über dem Meeresspiegel.
Die Fraktionen sind Bande, Campagnolo, Castelgrimaldo, San Giacomo und San Cassiano.

## Namensherkunft
Die Herkunft des Namens Cavriana ist nicht eindeutig geklärt. Sicher ist, dass das Dorf in historischen Quellen Capriana genannt wurde: Es wird in dem lateinischen Gedicht Anticerberus von Bongiovanni da Cavriana aus der zweiten Hälfte des 13. Jahrhunderts erwähnt. Er schrieb: „Me Capriana tulit, dicor Bonus atque Iohannes“ [Ich wurde in Capriana geboren und mein Name ist Bongiovanni].
Der Name Cavriana könnte sich vom lateinischen Caprius (lat. = launisch) oder Caprilius und der Endung -ana ableiten. Nach einer anderen, umstrittenen Theorie könnte der Name von Capra (lat. = die Ziege) abgeleitet sein, da das Wappen des Ortes einen steigenden Ziegenbock enthält.

## Geschichte
Die Besiedlung von Cavriana begann wohl in der Bronzezeit, Funde deuten auf die Zeit um 2040 v. Chr. hin. In Cavriana, in den Ortsteilen Bande - Corte Carpani, finden sich prähistorische Pfahlbauten, die von der UNESCO unter das Weltkulturerbe gestellt wurden.
Die Phase der Romanisierung begann 225 v. Chr. Cavriana war ein Handelszentrum dank der Hauptverkehrsstraßen in der Nähe (Via Postumia und Strada Cavallara). Hier wurden zahlreiche römische Villen sowie zwei Nekropolen und eine Kultstätte entdeckt.
Wahrscheinlich geht die erste mittelalterliche Verteidigungsanlage auf das Jahr 1045 zurück, als Heinrich III. Cavriana als Eigentum des Bischofs von Mantua anerkannte. Im Jahr 1367 fiel Cavriana Teil an das Haus Gonzaga, Fürsten von Mantua. Die Burg wurde in diesen Jahren erweitert, da Cavriana ein Grenzgebiet zwischen den Visconti und der Republik Venedig war. Unter Ludovico III. im XV. Jahrhundert wurde das Schloss Cavriana zu einem eleganten Wohnsitz und beherbergte Gäste, wie den Architekten Luca Fancelli, und Isabella d’Este. Unter den Gonzaga erlebte Cavriana eine blühende Zeit, sein Niedergang begann 1630. Im Jahr 1707 fiel es unter österreichische Herrschaft. Am 24. Juni 1859 erlebte Cavriana die Schlacht von Solferino, als die österreichische Armee von Napoleon III. besiegt wurde. Cavriana trat 1861 dem Königreich Italien bei.
1957 geriet Cavriana in die Schlagzeilen wegen eines schweren Unfalls, der sich zwischen Guidizzolo und Cavriana im Zuge der Mille Miglia ereignete und bei dem 9 Menschen ums Leben kamen. Danach wurde die Mille Miglia abgesetzt und Straßenrennen in Italien grundsätzlich verboten.

## Sehenswürdigkeiten
Es gibt zwei Hauptkirchen, die Pfarrkirche Santa Maria Nova - ein barockes Gebäude, das dem Schutzheiligen Blasius geweiht ist - und eine Pieve, ein romanisches Gebäude, das der Heiligen Maria geweiht ist. Als sich das Christentum in der Gegend ausbreitete, wurden zahlreiche Oratorien errichtet, da jede kleine Fraktion ihre eigene Kultstätte baute.
Die wichtigsten historischen Gebäude sind Villa Mirra, die der Familie Gonzaga gehörte und die Ruinen der alten Burg, die um 1770 von den Österreichern abgerissen wurde.

## Kultur
In Cavriana gibt es zwei Museen: Das Museo archeologico dell’Alto Mantovano (Archäologisches Museum des oberen Teils der Provinz Mantua), in dem archäologische Funde ausgestellt sind, und das Museo Vecchio Mulino e Antichi Mestieri, ein Heimatmuseum, in dem Werkzeuge und Geräte ausgestellt ist, die zwischen 1800 und 1960 in der Region verwendet wurden.

## Wirtschaft und Verkehr
Heute sind die Hügel mit Weinbergen bedeckt; es werden einige DOC-Weine hergestellt.
Durch die Gemeinde führt die frühere Strada Statale 236 Goitese (heute die Provinzstraße 17) von Mantua nach Brescia.

## Gemeindepartnerschaft
- Avio,  Trentino-Südtirol